# Défense et Promotion des Langues d'Oïl
Défense et Promotion des Langues d’Oïl (DPLO) est une coordination internationale d'associations de défense et de promotion des langues d'oïl.

## Membres
- Institut de la langue gallèse pour le gallo (Bretagne orientale)
- Lou Champaignat pour le champenois (Champagne)
- Parlers et Traditions Populaires de Normandie pour le normand (Normandie)
- Lai pouèlée et Langues de Bourgogne pour le bourguignon-morvandiau (Bourgogne)
- La Fédération Tertous pour le picard (Picardie, Flandre, Artois)
- L'UPCP-Métive pour le poitevin-saintongeais (Poitou, Saintonge)
- Comité roman du Comité belge du Bureau européen pour les langues moins répandues pour les langues romanes endogènes de Belgique (wallon, picard, champenois, gaumais) (Communauté française de Belgique)